# پایان‌ها، آغازها
پایان‌ها، آغازها فیلمی به کارگردانی و نویسندگی دریک دورمس است. فیلمنامه این فیلم به صورت نیمه بداهه و در مرحله تولید شکل گرفته‌است. در فستیوال بین‌المللی فیلم تورنتو ۲۰۱۹ این اثر در بخش «نمایش خاص» اکران شد و در ابتدا قرار بود در تاریخ (۱ مِی ۲۰۲۰) اکران عمومی شود ولی به دلیل تعطیلی سینماها به علت ویروس کرونا در تاریخ (۱۷ اپریل ۲۰۲۰) به صورت VOD در دسترس قرار گرفت.

## داستان
دفنی (شیلین وودلی) اخیراً به رابطه عاشقانه خود پایان داده و حالا در زندگی سرگردان است. او در خانه خواهرش زندگی می‌کند و مدام شاهد دعوای او با شوهرش است. بدین ترتیب دفنی از قبل هم بیشتر نسبت به عشق طولانی مدت بدبین می‌شود. بعد در یکی از مهمانی‌های خواهرش با فرانک (سباستین استن) و جک (جیمی درنان) آشنا می‌شود. هردو مرد به شدت جذب دفنی می‌شوند ولی به شیوه‌های متفاوت؛ یکی از آن‌ها پسر شرور، غیرقابل پیش‌بینی و ماجراجوست و دیگری باهوش، حساس و متمرکز بر روی کارش است. دفنی نمی‌تواند بین این دو قطب متضاد یکی را انتخاب کند و در عوض بین هر دو می‌چرخد و از این تجربه لذت می‌برد؛ ولی سرنوشت تصمیم دیگری برای او گرفته و خیلی زود، دفنی باید بپذیرد که داشتن همه چیز در زندگی، می‌تواند نقابی از پوچی باشد.